# Преображенское (Ставропольский край)
Преображе́нское — село в Будённовском районе (муниципальном округе) Ставропольского края России.

## Название
Село получило своё название по имени деревянной церкви, сооружённой в честь Преображения Господня в 1885 году. Вариант наименования: Преображенка.

## География
С северной и южной сторон села находится небольшая возвышенность; с востока и запада — открытое, ровное пространство, дающее доступ в село постоянно дующим в этой местности восточным и отчасти западным ветрам. Близ села протекала речка Томузловка. Село располагается в 200 км от города Ставрополя и в 20 км от города Будённовска.

## История
Село основано выходцами из Полтавской и Черниговской губернии в 1875 году (по другим данным — в 1876 году).
До 1 января 1881 года входило в Архангельскую волость. С 1 января 1881 года образует Преображенскую волость.
В начале XX века в Преображенском было 286 дворов c 310 домами. По окладным листам числилось 317 ревизских душ, а по семейным спискам 597 мужского пола и 622 женского пола наличных душ. Иногородние большей частью из Полтавской губернии. Жители православного вероисповедания. К волости принадлежали два посёлка Тугановский и Херсонка.
До 16 марта 2020 года село было административным центром упразднённого Преображенского сельсовета.

## Население
| 1880  | 1897  | 1903  | 1925  | 1926  | 1989  | 2002  |
| ----- | ----- | ----- | ----- | ----- | ----- | ----- |
| 305   | ↗1658 | ↗2414 | ↘2214 | ↗2374 | ↘1776 | ↗2168 |
| 2010  | 2012  | 2014  | 2021  |       |       |       |
| ↘1795 | ↗2045 | ↗2100 | ↘2046 |       |       |       |

По данным переписи 1926 года по Северо-Кавказскому краю, в населённом пункте числилось 452 хозяйства и 2374 жителя (1119 мужчин и 1255 женщин), из которых украинцы — 96 % или 2279 чел.
По данным переписи 2002 года в национальной структуре населения преобладают русские (90 %).

## Инфраструктура
- Дом культуры. Открыт 23 февраля 1987 года[22]
- Музей. Создан 16 декабря 1986 года, отражает историю и трудовую деятельность заслуженных работников села Преображенского и посёлка Херсонского
- Врачебная амбулатория и аптека
- Торговое и бытовое обслуживание населения сел осуществляет 15 торговых точек, 1 парикмахерская, цех по пошиву и ремонту одежды, пекарня
- Два отделения связи
- Библиотеки
- Общественное открытое кладбище[23]

## Образование
- Детский сад № 29 «Ромашка» (на 65 мест). Открыт 16 октября 1970 года[5]
- Средняя общеобразовательная школа № 15 (на 400 мест). Открыта 11 октября 1971 года[24]

## Экономика
Местный бюджет формирует предприятие ООО «Парижская Коммуна», которое занимается производством зерновых культур.

## Русская православная церковь
- Церковь Святого Великомученика и Победоносца Георгия[25]

## Памятники
- Памятник воинам, погибшим в годы гражданской и Великой Отечественной войн. 1969 г[26].